# Ospedali di Milano

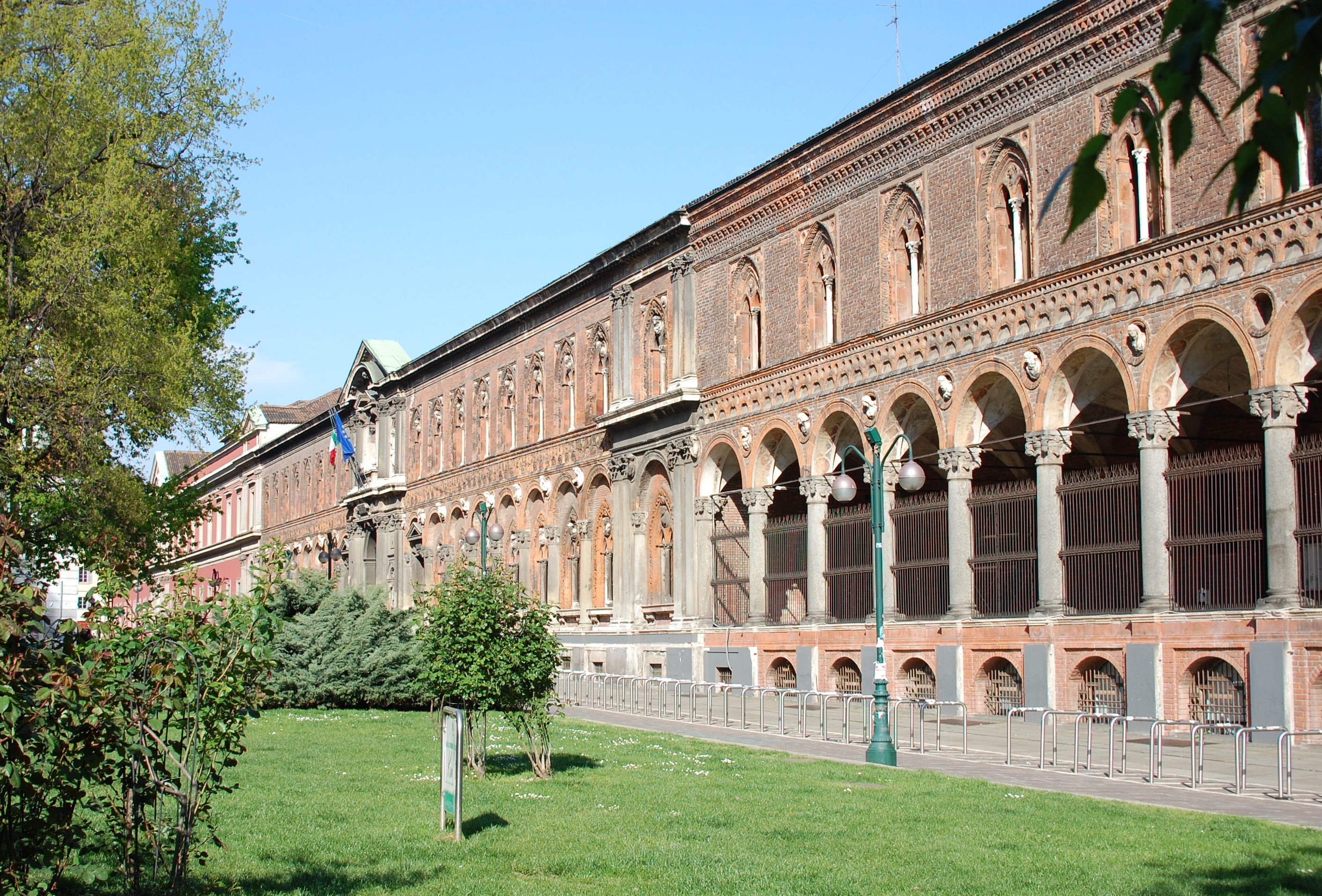
La Ca' Granda, un tempo sede dell'Ospedale Maggiore di Milano e in seguito diventata sede dell'Università degli Studi di Milano

La prima presenza documentata di ospedali a Milano risale all'epoca medievale con l'istituzione dell'ospedale del Brolo, che fu fondato nel 1158. Nel corso dei secoli a Milano sono stati realizzati altri ospedali ad uso pubblico, fino ad arrivare all'epoca contemporanea, quando il sistema sanitario di Milano è diventato di competenza della regione Lombardia, che agisce sul territorio tramite le aziende sanitarie locali.

## Generalità
Il sistema sanitario di Milano, come quello dell'intera Italia, a partire dal 1974, non dipende più dall'autorità locale ma è di pertinenza della regione competente, che nel caso del capoluogo lombardo è la Lombardia; quest'ultima agisce poi sul territorio tramite le aziende sanitarie locali. Il sito ufficiale della regione Lombardia registra a Milano trentuno ospedali, tra pubblici e convenzionati, specialistici o generali che coprono a 360° le patologie previste dai protocolli nazionali. A essi ricorrono sovente pazienti provenienti da altre regioni d'Italia.
La sanità lombarda è tra quelle "virtuose", cioè che non hanno cioè deficit di bilancio. Tra gli ospedali, sono diversi quelli che appartengono alla categoria degli Istituti di ricovero e cura a carattere scientifico, i cosiddetti IRCCS.

## Storia

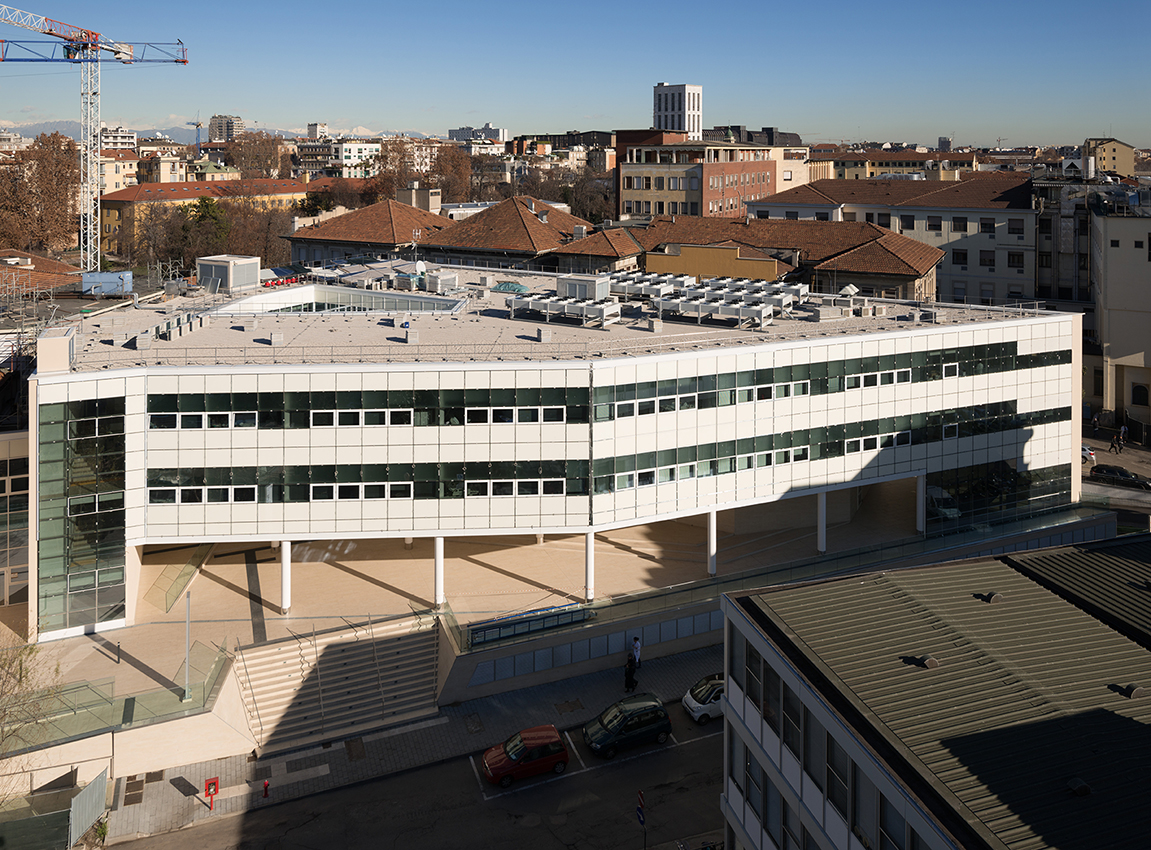
Scorcio del Policlinico di Milano (ex Ospedale Maggiore di Milano) durante i suoi lavori di ristrutturazione, che sono avvenuti all'inizio del XXI secolo

Il più antico ospedale milanese al servizio dell'intera città di cui è rimasta traccia documentata è l'ospedale del Brolo. Fondato nel 1158, quattro anni prima della distruzione della città da parte di Federico Barbarossa, funzionò per oltre tre secoli. Venne istituito dall'unione di due ospedali: l'ospedale di San Barnaba in Brolo, fondato nel 1145 da Goffredo da Bussero, e l'ospedale di Santo Stefano alla ruota. L'ospedale del Brolo sorgeva nei pressi della moderna basilica di Santo Stefano Maggiore, all'esterno delle mura di Milano ma entro la Cerchia dei Navigli, ovvero al fossato reso navigabile delle mura medievali di Milano. L'ospedale era finanziato dalla donazioni dei milanesi, le più cospicue delle quali erano quelle di Bernabò Visconti, che il 22 marzo 1359 donò all'ospedale diversi terreni dell'area di Lodi e di Cremona con relativi privilegi comprendenti la riscossione delle decime. Verso gli ospedali di Milano non convergevano solo i malati gravi della città, ma anche parte di quelli della sua provincia.
L'ospedale del Brolo cedette il suo ruolo primario dopo il 1456 alla Ca' Granda che divenne, per incorporazioni di altre opere benefiche e per lasciti e donazioni, una delle più importanti istituzioni milanesi: l'Ospedale Maggiore di Milano. L'antica denominazione è ancora conservata dall'ospedale di Niguarda, il cui nome completo è Ospedale Niguarda Ca' Granda. L'antico Ospedale Maggiore di Milano è stato fondato dal duca di Milano Francesco Sforza come Magna Domus Hospitalis (in italiano dell'epoca, Ca' Granda). Dedicato all'Annunciata, fu realizzato dagli Sforza per accattivarsi il favore del popolo, ancora fedele alla famiglia dei Visconti, sebbene il nuovo duca ne avesse da tempo ereditato il trono avendo sposato Bianca Maria Visconti.
Benché nato come ospedale dei poveri, l'Ospedale Maggiore di Milano fu fin dall'inizio un nosocomio in cui si curavano malati con speranza di guarigione. Le malattie croniche venivano invece curate in ospedali fuori città. Per questo motivo l'Ospedale Maggiore di Milano è sempre stato il centro di informazione e rilevamento della situazione sanitaria della città. Tra il 1895 e il 1929, con costruzioni realizzate in più lotti, si decise lo spostamento dell'ospedale "al di là del naviglio" (dove aveva già cominciato ad espandersi) prendendo il nome di Policlinico di Milano; questo avvenne con la concomitante fondazione dell'Università degli Studi di Milano. La Statale prese possesso dei vecchi edifici della Ca' Granda (dove si trova tuttora); l'Ospedale Maggiore, come Policlinico Universitario, si spostò in una vasta area compresa fra le vie Francesco Sforza (dove era presente la Cerchia dei Navigli), corso di Porta Romana, le vie Lamarmora, Commenda e San Barnaba.

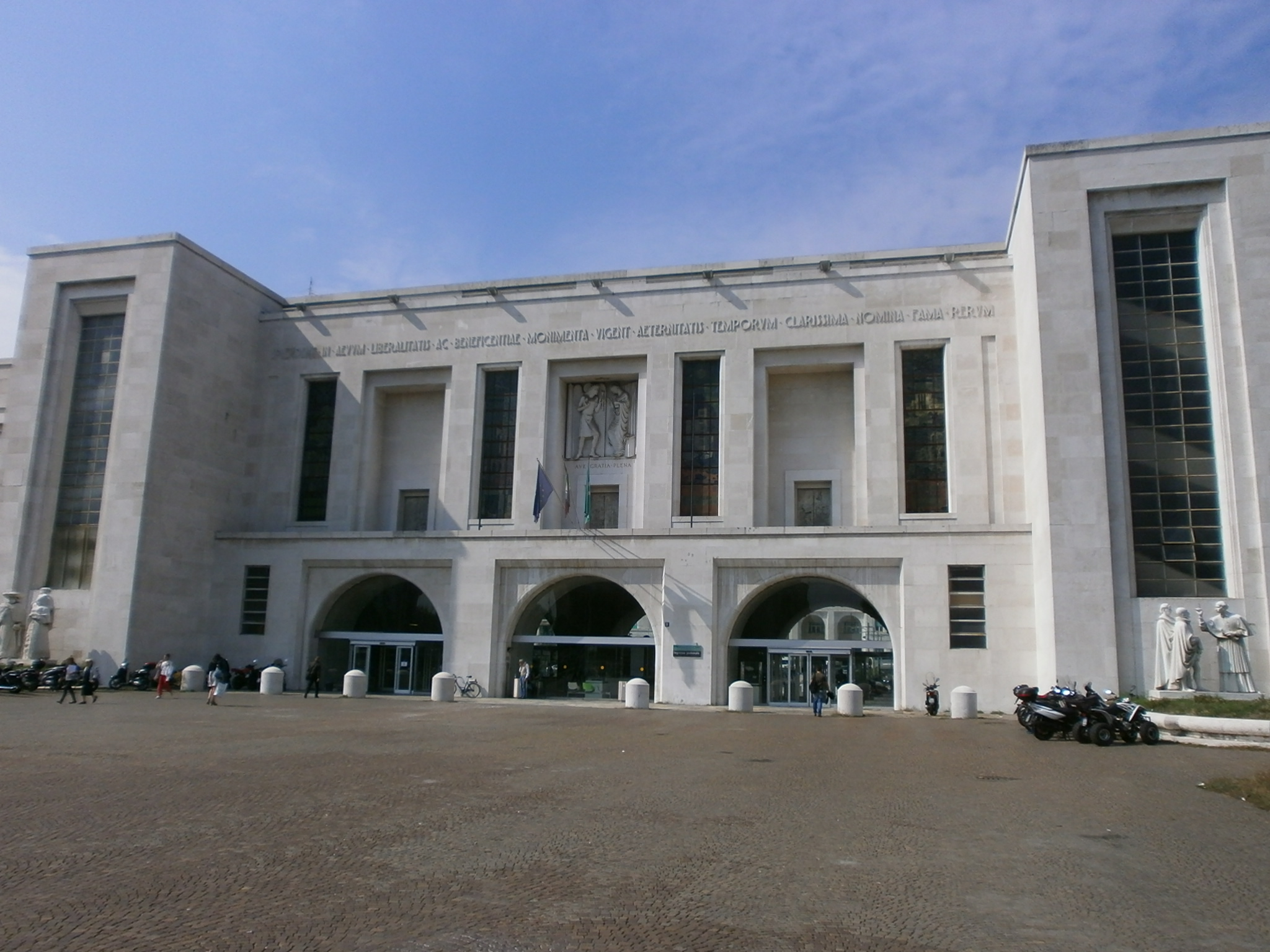
Ospedale Niguarda Ca' Granda

Altro storico ospedale milanese è l'Ospedale Fatebenefratelli. Voluto da Carlo Borromeo, arcivescovo di Milano dal 1560 al 1584, venne posta la prima pietra il 22 settembre 1588. Il suo primo nome è stato Ospedale per convalescenti, e fu costruito grazie al successore di Carlo Borromeo, Gaspare Visconti, che incaricò l'Opera Fatebenefratelli di occuparsene, da cui il successivo nome dell'ospedale. L'area è più o meno quella di oggi, ovvero quella limitata da via Fatebenefratelli, corso di Porta Nuova e via Moscova (allora stradone di Santa Teresa).
La necessità di arginare la diffusione della tubercolosi (detta anche tisi), in forte ripresa al termine del primo conflitto mondiale, indusse il comune di Milano ad iniziare nel 1927 la costruzione del sanatorio di Vialba, uno dei primi tisicomi di pianura sorti in Italia. La nascita di un ospedale cittadino per cronici, completava la capacità ricettive di un sistema di accoglienza che comprendeva a livello territoriale anche i sanatori di Garbagnate Milanese, Cuasso al Monte, Legnano (il sanatorio regina Elena), Ornago e Prasomaso. Inaugurato il 28 ottobre 1931, il sanatorio di Vialba (gestito dall'INPS) è rimasto tale sino a quando fu convertito nel 1971 in ospedale generale provinciale per effetto della riforma ospedaliera del 1968. Dal 1974 l'ospedale, diventato Ospedale Luigi Sacco perché intitolato al medico ed igienista lombardo Luigi Sacco, ha anche assunto la funzione di polo universitario dell'Università degli Studi di Milano; attualmente accoglie l'intero corso di laurea in medicina e chirurgia e in scienze infermieristiche.

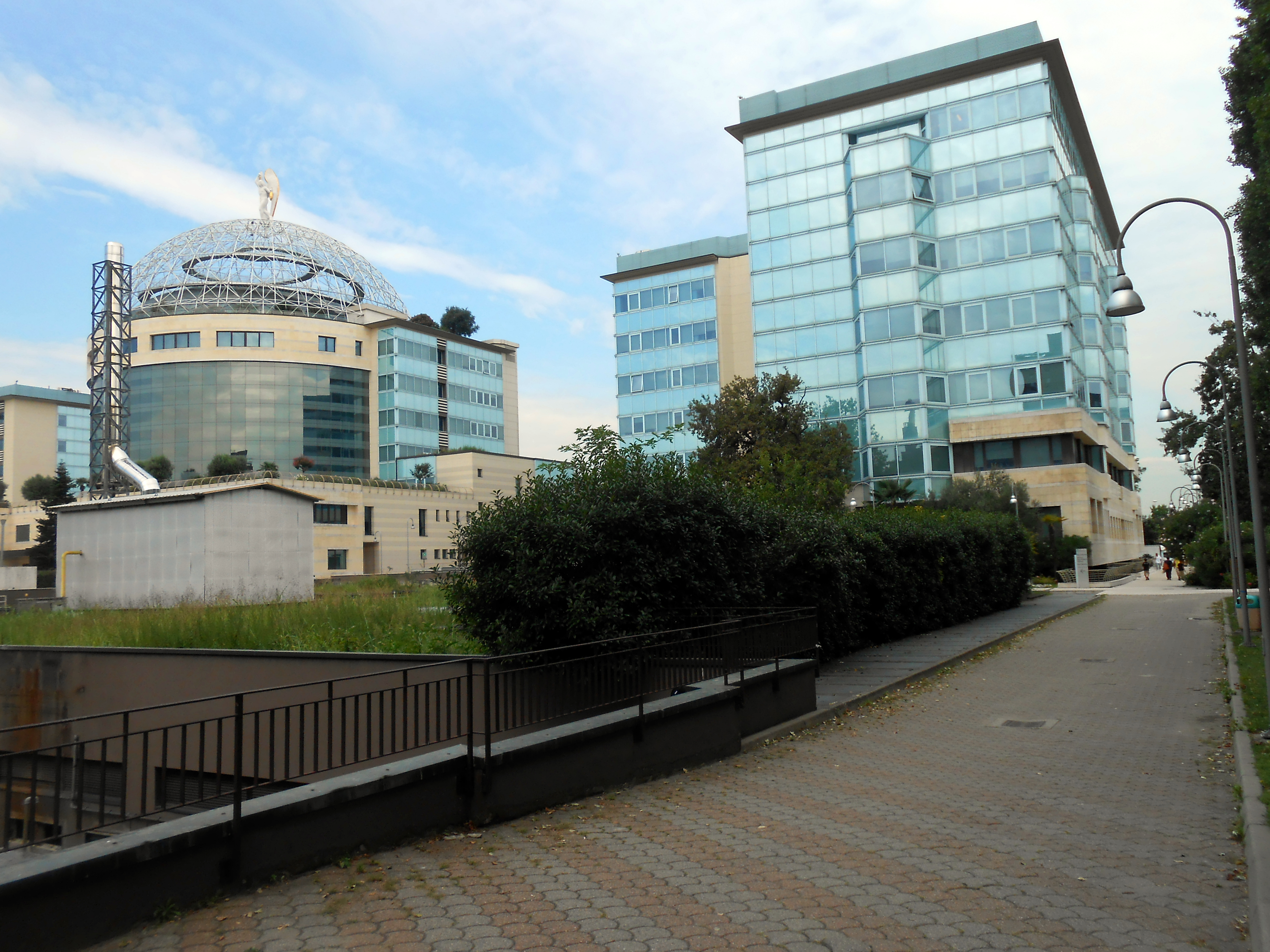
Ospedale San Raffaele

A Milano nel corso del XX e del XXI secolo sono sorti altri ospedali a indirizzo generale. L'Ospedale Niguarda Ca' Granda è uno storico istituto ospedaliero di Milano fondato nel 1939. Voluto da Benito Mussolini perché Milano necessitava di un nuovo grande ospedale generalista, venne inaugurato il 10 ottobre 1939: il nome deriva dal legame amministrativo con l'Ospedale Maggiore Ca' Granda, che fu di tipo logistico e organizzativo. Prende il nome da Niguarda, quartiere a nord della città.
L'Ospedale San Raffaele sorge a cavallo dei comuni di Segrate e Milano. Fino al 10 maggio 2012 era di proprietà della Fondazione Centro San Raffaele del Monte Tabor. L'ospedale, accreditato nel 1999 come istituto di ricovero e cura a carattere scientifico (IRCCS), fu fondato nel 1969 da don Luigi Maria Verzé, che ne è stato presidente fino al luglio 2011. Da maggio 2012 è diventato parte del Gruppo Ospedaliero San Donato.

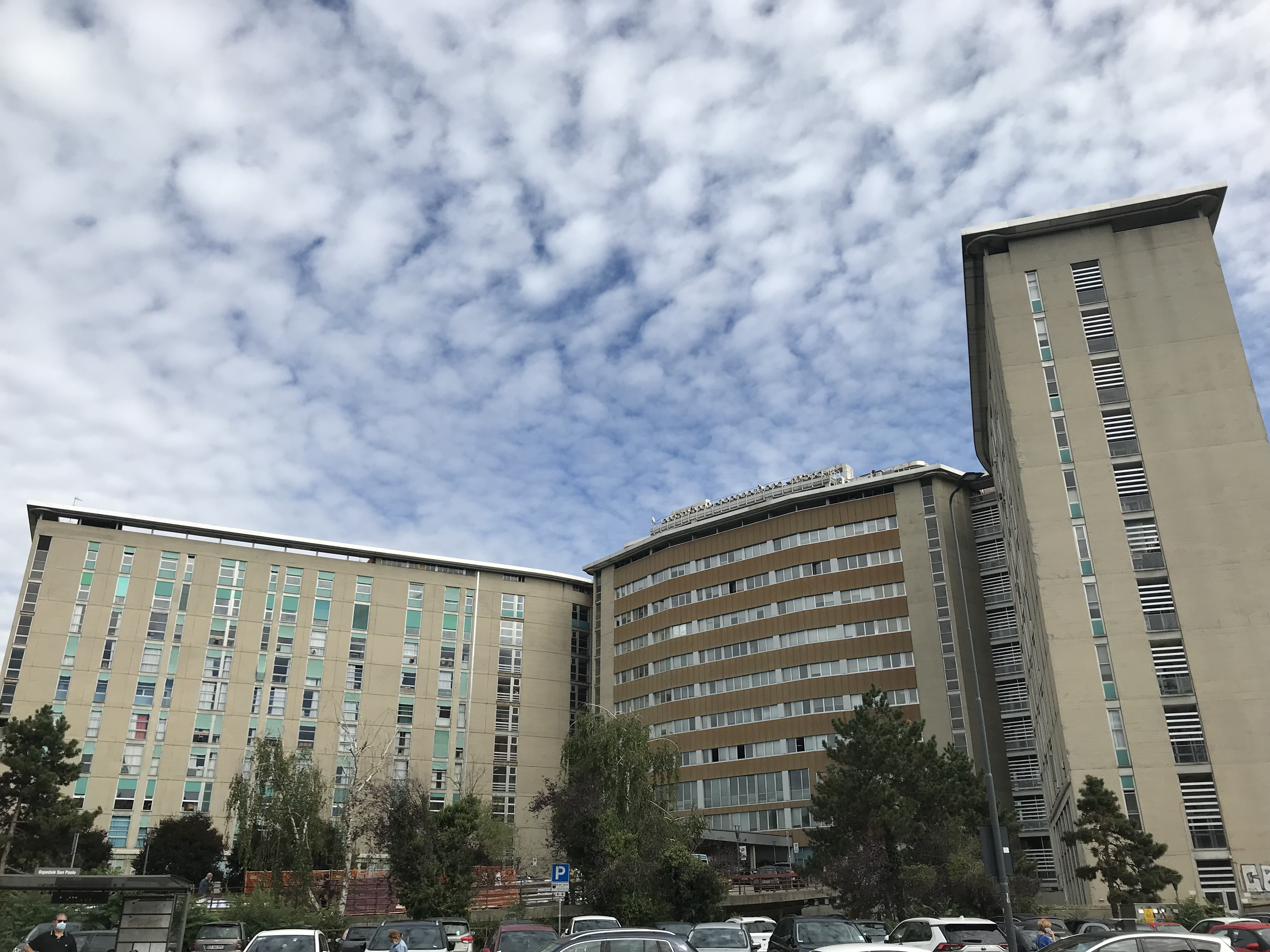
Ospedale San Paolo

L'Ospedale San Paolo è stato invece inaugurato nel 1978, con la prima pietra che è stata posata nel 1964. L'ospedale è denominato anche "polo universitario" in quanto ospita al suo interno una delle sezioni distaccate della facoltà di medicina e chirurgia dell'Università degli Studi di Milano e la sezione del corso di laurea in infermieristica e fisioterapia.
A Milano sono presenti anche diversi ospedali specialistici. L'Istituto ortopedico Gaetano Pini ha le sue origini nella Scuola dei Rachitici fondata nel 1874 da Gaetano Pini, a cui poi è stato intitolato l'istituto, e nell'Ambulatorio ortopedico realizzato dal suo collaboratore Pietro Panzeri. L'Istituto sieroterapico milanese fu invece fondato nel 1894 dall'immunologo Serafino Belfanti,. Dall'aprile 1896, l'Istituto sieroterapico milanese si era costituito in ente morale. Fu uno dei primi istituti di ricerca medica sui vaccini in Europa e, a inizio secolo, il primo produttore di vaccini in Italia (in particolare di siero antidifterico).
La Clinica del lavoro Luigi Devoto, oggi dipartimento di medicina del lavoro dell'Università degli Studi di Milano, fu inaugurata il 20 marzo 1910, dopo che il comune di Milano ne aveva approvato l'istituzione nel 1902 con il contributo di Luigi Mangiagalli, fondatore e primo rettore della citata università. L'Istituto Nazionale dei Tumori, fondato nel 1925, è invece dedicato esclusivamente alla cura del cancro, sia dal punto di vista clinico, sia della ricerca, rappresentando il più grande centro oncologico in Lombardia, oltre che la sede dell'ufficio di coordinamento della Rete oncologica lombarda.
Nel 1932 è stato realizzato l'Istituto Neurologico Vittorio Emanuele III, su progetto dell'architetto Mario Faravelli; nel 1950 questo istituto è stato intitolato a Carlo Besta, cambiando nome in Istituto Nazionale Neurologico Carlo Besta. Anche l'Istituto Europeo di Oncologia, come l'Istituto Nazionale dei Tumori, si occupa, oltre che della cura dei tumori, della ricerca scientifica atta a migliorare le metodiche di diagnosi e di cura di ogni forma di cancro, possedendo al suo interno diversi laboratori. È stato fondato nel 1994.

Istituto dei Martinitt in via Pitteri negli anni trenta del XX secolo, quando si trovava ancora in aperta campagna

La Clinica Columbus è una clinica privata situata in un edificio in stile liberty, originariamente noto come Villa Faccanoni. L'edificio, opera dell'architetto Giuseppe Sommaruga, diventò nel 1919 Villa Romeo-Faccanoni in seguito all'acquisto da parte dell'imprenditore dell'automobile Nicola Romeo, creatore dell'Alfa Romeo. Al momento della trasformazione in clinica, i lavori di ampliamento e adattamento vennero realizzati da Gio Ponti, Antonio Fornaroli e Eugenio Soncini. I lavori cominciarono nel 1938 e proseguirono fino al 1940, quando furono interrotti per lo scoppio della seconda guerra mondiale durante la quale l'edificio fu bombardato e danneggiato; il restauro fu quindi completato solo dopo la guerra. La clinica fu poi inaugurata nel febbraio del 1949.
Il centro antiveleni di Milano è una struttura dell'Ospedale Niguarda Ca' Granda di Milano deputata alla consulenza tossicologica di emergenza. È stato fondato il 26 gennaio 1967 con l'interessamento dell'Organizzazione mondiale della sanità e del Ministero della salute. Il Centro Dino Ferrari è invece un centro medico per la diagnosi e la terapia delle malattie neuromuscolari e di quelle neurodegenerative dell'Università degli studi di Milano. Ha sede presso l'Istituto di ricovero e cura a carattere scientifico della Fondazione Ca' Granda - Ospedale Maggiore Policlinico di Milano. Il centro è stato fondato da Guglielmo Scarlato nel 1981 e da Enzo Ferrari, in memoria del figlio Dino Ferrari, morto di distrofia muscolare, cui è stato dedicato nel 1984.
Accanto alla cura caritatevole degli ammalati, la filantropia milanese si è fatta carico, nel tempo, di fondare e sostenere istituzioni diventate poi storiche e familiari nel panorama sociale cittadino per l'assistenza agli anziani e agli orfani: il Pio Albergo Trivulzio, l'Orfanotrofio dei Martinitt l'Orfanotrofio delle Stelline. Caratteristica delle tre iniziative era il fatto che i beneficati dovessero, nelle loro possibilità, praticare o imparare un mestiere per mantenere o crearsi la dignità personale. A questo tema si riallacciano le numerose iniziative per l'alfabetizzazione e per l'insegnamento delle arti e dei mestieri che troverà un largo seguito tra i protagonisti dell'industrializzazione della città, che avvenne nel XIX secolo. Un importante ruolo filantropico è anche svolto dalla Fondazione Cariplo.